# Établissements Émile Pilain
Établissements Émile Pilain war ein französischer Hersteller von Automobilen.

## Unternehmensgeschichte
Der Konstrukteur Émile Pilain, der zuvor bei Rolland-Pilain tätig war, gründete 1930 in Levallois-Perret das Unternehmen zur Produktion von Automobilen. Der Markenname lautete Pilain oder Émile Pilain. Im Dezember 1931 endete die Produktion. Insgesamt entstanden wahrscheinlich weniger als 100 Fahrzeuge, von denen fünf noch existieren. Es bestand keine Verbindung zu Automobiles Pilain aus Lyon.

## Fahrzeuge
Die Firma baute folgende Typen:
- 5CV:  wassergekühlter Vierzylindermotor, Bohrung × Hub 57,5 × 90 mm, Hubraum 935 cm³, Radstand 2,60 m, Dreiganggetriebe, Neupreis 26.000 Französische Franc[4], der 1931 auf 23.500 Franc sank, gebaut 1930 bis 1931.
- 7CV:  Vierzylindermotor, Bohrung × Hub 69,8 × 80 mm, Hubraum 1224 cm³, Radstand 2,60 m, Neupreis 24.900 Französische Franc[5], gebaut 1931.